# Pohlia cardotii
Pohlia cardotii là một loài Rêu trong họ Bryaceae. Loài này được (Renauld) Broth. miêu tả khoa học đầu tiên năm 1903.